# Klix.ba
Klix.ba, bosanskohercegovački najstariji elektronski medijski portal.

## Povijest
Klix.ba je nastao u listopadu 2000. pod nazivom Sarajevo-x.com, da bi u travnju 2012. promijenio ime u Klix.ba s ciljem, kako regionalnog, tako i sadržajnog razvijanja. Od samog početka nije zamišljen kao samo sarajevski elektronski portal, kako ga je prvo ime definiralo, već kao bosanskohercegovački portal. U vrijeme kada je u Bosni i Hercegovini pristup internetu imao veoma mali broj korisnika, tadašnji Sarajevo-x.com je bio nezaobilazna web-stranica bosanskohercegovačkih internet početnika. Na početku su uglavnom objavljivane vijesti iz svijeta i to zabavnog sadržaja, bez politike i crne hronike. Nakon toga je uveden forum, koji je do danas najposjećeniji bosanskohercegovački internet forum.

## Vanjske poveznice
- www.klix.ba
- InterSoft d.o.o. Sarajevo  Arhivirana inačica izvorne stranice od 16. lipnja 2012. (Wayback Machine)
- Statistika[neaktivna poveznica]